# Canton d'Hazebrouck-Sud
Le canton de Hazebrouck-Sud est un ancien canton français, situé dans le département du Nord et la région Nord-Pas-de-Calais.

## Composition

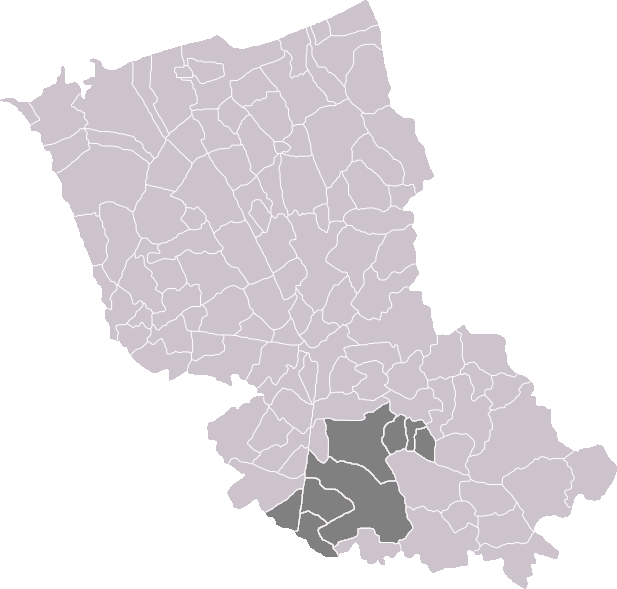
Situation du canton dans l'arrondissement de Dunkerque

Le canton de Hazebrouck-Sud se composait d’une fraction de la commune de Hazebrouck et de sept autres communes. Il compte 16 404 habitants (population municipale) au 1er janvier 2012.
| Nom                    | Code Insee | Intercommunalité   | Population (dernière pop. légale)              |
| ---------------------- | ---------- | ------------------ | ---------------------------------------------- |
| Hazebrouck (chef-lieu) | 59295      | CA Cœur de Flandre | Fraction : 8 618(2012) Commune : 21 708 (2014) |
| Boëseghem              | 59087      | CA Cœur de Flandre | 739 (2014)                                     |
| Borre                  | 59091      | CA Cœur de Flandre | 607 (2014)                                     |
| Morbecque              | 59416      | CA Cœur de Flandre | 2 576 (2014)                                   |
| Pradelles              | 59469      | CA Cœur de Flandre | 376 (2014)                                     |
| Steenbecque            | 59578      | CA Cœur de Flandre | 1 735 (2014)                                   |
| Strazeele              | 59582      | CA Cœur de Flandre | 955 (2014)                                     |
| Thiennes               | 59590      | CA Cœur de Flandre | 894 (2014)                                     |

## Histoire
| Période           | Identité                                         | Parti                    | Qualité |
| ----------------- | ------------------------------------------------ | ------------------------ | --- |
| 1833-1836         | Emmanuel-Marie-Joseph Van Pradelles de Palmaert, |                          | Maire d'Ebblinghem, Conseiller général du Canton d'Hazebrouck-Nord (1833-1836).                                                                             |
| 1836-1848         | Joseph Henri Cleenewerck (1791-1867)             |                          | Maire d'Hazebrouck de 1816 à 1822 et de 1836 à 1848, Conseiller général du Nord de 1830 à 1833, Conseiller général du Canton d'Hazebrouck-Nord (1836-1848). |
| 1848-1852         | Alexandre Bernast                                |                          | Propriétaire à Morbecque. |
| 1852-1867 (décès) | Joseph Henri Cleenewerck                         |                          | Maire d'Hazebrouck de 1816 à 1822 et de 1836 à 1848, Conseiller général du Nord de 1830 à 1833, Conseiller général du Canton d'Hazebrouck-Nord (1836-1848). |
| 1867-1871         | Charles Marie Joseph Bieswal (1819-1893)         |                          | Juge de paix à Hazebrouck |
| 1871-1886         | Émile Massiet du Biest                           | Républicain              | Sénateur du Nord (1879-1888), Député de la 1re circonscription d'Hazebrouck (1876-1877), Maire d'Hazebrouck (1878-1884).                                    |
| 1886-1898         | Joseph Deschodt (1855-1940)                      | Droite                   | Avocat à Hazebrouck. |
| 1898-1910         | Charles Masson-Beau (1827-1911)                  | Conservateur             | Négociant en houblon Fait fonction de Maire d'Hazebrouck (1908-1909), Adjoint au Maire d'Hazebrouck (1892-1909).                                            |
| 1910-1919         | Victor Vandenbussche                             | Rad.                     | Maire de Steenbecque. |
| 1919-1940         | Baron Amaury de la Grange                        | RG                       | Militaire Conseiller municipal de Morbecque, Sénateur du Nord (1930-1941), Sous-secrétaire d'État (mars à mai 1940).                                        |
|                   |                                                  |                          | |
| 1943-1945         | Paul Lerouge                                     |                          | Cultivateur Maire de Morbecque Nommé conseiller départemental en 1943                                                                                       |
|                   |                                                  |                          | |
| 1945-1970         | Émile Podvin                                     | DVD-CNI                  | Directeur technique de laiterie à Hazebrouck |
| 1970-1988         | Maurice Sergheraert                              | CNI puis RPR             | Greffier en chef honoraire Maire d'Hazebrouck de 1983 à 1995, Député du Nord (1978-1993) .                                                                  |
| 1988-2008         | Paul Blondel                                     | Union pour le Nord (DVD) | Maire d'Hazebrouck de 1995 à 2008 Conseiller régional. |
| 2008-2015         | Françoise Polnecq                                | PS                       | Enseignante Maire-adjoint d'Hazebrouck Suppléante du député Jean Delobel (2002-2007).                                                                       |

### Conseillers d'arrondissement de 1833 à 1940
Le canton d'Hazebrouck sud appartenait à l'arrondissement d'Hazebrouck jusqu'à sa disparition en 1926.
| Période | Période | Identité                  | Étiquette    | Qualité |
| ------- | ------- | ------------------------- | ------------ | --- |
| 1833    | 1848    | Jean-François Warein      | Centre droit | Propriétaire, ancien maire d'Hazebrouck (1822-1831), député (1830-1842)                                     |
|         |         |                           |              | |
| 1880    |         | M. Claudoroz              |              | Cultivateur à Morbecque                                                                                     |
|         |         |                           |              | |
| av.1883 |         | Gustave Deram             | Républicain  | Notaire, maire de Steenbecque                                                                               |
|         |         |                           |              | |
| 1895    | 1907    | César Samsoen (1858-1944) | Libéral      | Docteur en médecine à Hazebrouck                                                                            |
| 1907    | 1913    | Adrien Légillon (1875-?)  | Républicain  | Docteur en médecine, conseiller municipal de Strazeele                                                      |
| 1913    | 1937    | Benjamin Rooses           | FR           | Conseiller municipal d'Hazebrouck                                                                           |
| 1937    | 1940    | Jean-Baptiste Tancré      | FR           | Maire de Strazeele                                                                                          |
| 1940    |         |                           |              | Les conseils d'arrondissement ont été suspendus par la loi du 12 octobre 1940 et n'ont jamais été réactivés |

## Démographie
| 1962 | 1968 | 1975 | 1982 | 1990   | 1999   | 2006   | 2011   | 2012   |
| ---- | ---- | ---- | ---- | ------ | ------ | ------ | ------ | ------ |
| -    | -    | -    | -    | 14 619 | 15 274 | 15 494 | 16 251 | 16 404 |

### Pyramide des âges
Comparaison des pyramides des âges du Canton d'Hazebrouck-Sud et du département du Nord en 2006
| Hommes | Classe d’âge   | Femmes |
| ------ | -------------- | ------ |
| 0,2    | 90 ans et plus | 0,7    |
| 4,7    | 75 à 89 ans    | 7,6    |
| 11,5   | 60 à 74 ans    | 12,6   |
| 20,5   | 45 à 59 ans    | 20,2   |
| 22,3   | 30 à 44 ans    | 22,1   |
| 19,3   | 15 à 29 ans    | 16     |
| 21,5   | 0 à 14 ans     | 21     |

| Hommes | Classe d’âge   | Femmes |
| ------ | -------------- | ------ |
| 0,2    | 90 ans et plus | 0,8    |
| 4,3    | 75 à 89 ans    | 7,9    |
| 10,3   | 60 à 74 ans    | 11,9   |
| 19,7   | 45 à 59 ans    | 19,4   |
| 21,1   | 30 à 44 ans    | 20,1   |
| 22,6   | 15 à 29 ans    | 21     |
| 21,6   | 0 à 14 ans     | 19     |